# Бархатов, Василий Алексеевич
Васи́лий Алексе́евич Ба́рхатов (род. 29 июля 1983, Москва) — российский режиссёр театра и кино, сценарист, актёр. Художественный руководитель оперной труппы Михайловского театра в сезоне 2013/14, член Совета при Президенте Российской Федерации по культуре и искусству (2011—2012), член Общественной палаты Российской Федерации третьего и четвёртого составов (2010—2012).

## Биография
Родился 29 июля 1983 года в Москве в семье журналистов. Окончил Московскую гимназию № 1504.
В 2005 году окончил ГИТИС, факультет музыкального театра, кафедра режиссуры и мастерства актёра музыкального театра (мастерская Розетты Немчинской).

## Семья
- Отец — Алексей Бархатов
- Жена (с 2015) — оперная певица Асмик Григорян.
  - Дочь — Лея (род. 2016)[3].
  - Сестра — Александра Бархатова

## Награды и номинации
- 2008 — номинация на Российскую национальную театральную премию «Золотая маска» в категории «Опера/Работа режиссёра» за оперу «Енуфа» на сцене Мариинского театра в Санкт-Петербурге[4].
- 2009 — номинация на Российскую национальную театральную премию «Золотая маска» в категории «Опера/Работа режиссёра» за оперу «Братья Карамазовы» на сцене Мариинского театра в Санкт-Петербурге[5].
- 2009 — Первая национальная молодёжная премия «Прорыв» в номинации «ПРО арт»[6].
- 2010 — номинация на Российскую национальную театральную премию «Золотая маска» в категории «Оперетта-мюзикл/Работа режиссёра» за мюзикл «Шербурские зонтики» на сцене Музыкального театра «Карамболь» в Санкт-Петербурге[7].
- 2011 — опера «Мёртвые души» стала обладателем Высшей театральной премии Санкт-Петербурга «Золотой софит» в номинации «Лучший оперный спектакль»[8].
- 2012 — номинация на Российскую национальную театральную премию «Золотая маска» в категории «Опера/Работа режиссёра» за оперу «Мёртвые души» на сцене Мариинского театра в Санкт-Петербурге[9].
- 2014 — номинация на Российскую национальную театральную премию «Золотая маска» в категории «Опера/Работа режиссёра» за оперу «Летучий голландец» на сцене Михайловского театра в Санкт-Петербурге[10].
- 2015 — номинация на Российскую национальную театральную премию «Золотая маска» в категории «Опера/Работа режиссёра» за оперу «Отелло» на сцене Мариинского театра в Санкт-Петербурге[11].

## Постановки

### ТеатрГеликон-Опера
- 2004 — «Дневник исчезнувшего» Леоша Яначека (режиссёр и художник-постановщик)

### Ростовский государственный музыкальный театр
- 2004 — оперная дилогия «Директор музыки»: «Сначала музыка, потом слова» Антонио Сальери и «Директор театра» Моцарта (режиссёр и художник-постановщик)

### Иркутский государственный музыкальный театр имени Н. М. Загурского
- 2007 — мюзикл «Призрак замка Кентервиль»

### Мариинский театр
- 2006 — оперетта «Москва, Черёмушки» Дмитрия Шостаковича (режиссёр и художник-постановщик)
- 2007 — опера «Енуфа» Леоша Яначека
- 2007 — опера «Бенвенуто Челлини» Гектора Берлиоза
- 2007 — опера «Отелло» Джузеппе Верди
- 2008 — опера «Братья Карамазовы» Александра Смелкова
- 2011 — опера «Мёртвые души» Родиона Щедрина
- 2011 — опера «Сказки Гофмана» Жака Оффенбаха
- 2013 — опера «Русалка» Александра Даргомыжского
- 2013 — опера «Отелло» Джузеппе Верди

### Михайловский театр
- 2013 — опера «Летучий голландец» Рихарда Вагнера
- 2014 — опера «Евгений Онегин» Петра Чайковского
- 2015 — опера «Немаяковский» Алексея Сюмака (в производстве)

### Большой театр
- 2010 — оперетта «Летучая мышь» Иоганна Штрауса (режиссёр-постановщик)

### Национальный театр оперы и балета Литвы
- 2012 — опера «Евгений Онегин» Петра Чайковского (режиссёр-постановщик)

### Театр «Карамболь»
- 2010 — мюзикл «Шербурские зонтики» Мишеля Леграна (режиссёр-постановщик)

### ТеатрПриют Комедианта
- 2011 — драма «Коварство и любовь» Фридриха Шиллера

### Московский Художественный театр имени А. П. Чехова
- 2012 — «Новые страдания юного В.»

### Московский драматический театр имени А. С. Пушкина
- 2009 — «Разбойники» Фридриха Шиллера

### Премия Муз-ТВ
- 2016 — «Премия Муз-ТВ 2016. Энергия Будущего»

## Телевидение

### Сериалы
- 2013 — «Супер Макс» (СТС)
- 2022 — «С нуля» (Premier, ТНТ)

### Программы

#### Режиссёр
- 2010 — «Yesterday Live» (Первый канал)
- 2010 — «Оливье-шоу» (Первый канал)
- 2011 — «Призрак Оперы» (Первый канал)
- 2012 — «Настя» (Первый канал)

#### Гость
- 2009 — «Худсовет» (Культура)[12]
- 2009 — «Ночь на Пятом» (Пятый канал)[13]
- 2009 — «Худсовет» (Культура)[14]
- 2009 — «Герой нашего времени» (Russia.ru)[15]
- 2010 — «На ночь глядя» (Первый канал)[16]
- 2010 — «Треугольник» (Третий канал)[17]
- 2010 — «Школа злословия» (НТВ)[18]
- 2010 — «Доброе утро» (Первый канал)[19]
- 2010 — «Звёзды большого города» (ТВ Бульвар)[20]
- 2011 — «Прямая речь» (1tvnet.ru)[21]
- 2011 — «Однажды с…» (Первый канал. Всемирная сеть)[22][23]
- 2012 — «Навигатор. Апгрейд» (Карусель)[24]
- 2012 — «Круглый стол» (Дождь)[25]
- 2012 — «Главная роль» (Культура)[26]
- 2013 — «Правда 24» (Москва 24)[27]
- 2013 — «Максимальное приближение» (Москва 24)[28]
- 2013 — «Временно доступен» (ТВ Центр)[29]
- 2014 — «Худсовет» (Культура)[30]
- 2014 — «Лучший из миров» (Золотая маска)[31]
- 2014 — «Царская ложа» (Культура)
- 2015 — «Сати. Нескучная классика» (Культура)
- 2016 — «Наблюдатель» (Культура)
- 2017 — «Культурная революция. Дресс-код убивает личность» (Культура)
- 2018 — «Главная роль» (Культура)

#### Член жюри
- 2015—2018 — «Новая звезда» (Звезда)

## Кинематограф

### Режиссёр
- 2012 — «Атомный Иван»

### Сценарист
- 2012 — «Атомный Иван»

### Актёр
- 2012 — «Пока ночь не разлучит» — посетитель ресторана
- 2018 — «Дядя Саша» — сценарист

## Шоу
- 2010 — Театрализованное цирковое шоу «Аврора. Спящая красавица» на музыку Петра Чайковского (исполнители — артисты российского театра-цирка «Кракатук») в рамках фестиваля российского искусства Rouskoff на сцене Национального театра Ниццы[фр.].